# Захаревич, Витольд
Витольд Захаревич (пол. Witold Zacharewicz; 26 августа 1914, Плоцк — 16 февраля 1943, Освенцим) — польский актёр театра и кино межвоенного периода.

## Биография
Родился у Кейстута Захаревича и Ванды Крачкевичёвой и был их вторым ребёнком. Когда ему было 2 года, родители развелись. 
После окончания в 1932 году варшавской гимназии имени Генерала Совинского, где пробовал себя в актёрском ремесле на сцене школьного театра, изучал польскую филологию в столичном университете. Одновременно с этим обучался в Государственном институте театральных искусств.
В 1933—1936 годах выступал на сценах городского театра Варшавы, в ревю театра «Stara Banda» (1934—1935), затем Камерного театра (1936).
В кино дебютировал в 1934 году. Вскоре стал одним из популярнейших актёров театра и кино в амплуа героя-любовника в Польше 1930-х годов. Отлично себя зарекомендовал в лентах режиссёров Михала Вашиньского, Юлиуша Гардана и Марты Фланц. Свободно владел английским, немецким и французским языками. Польская публика присвоила ему титул «короля экрана».
В 1938 году подписал контракт со киностудией United Artists (США), но был мобилизован на службу в польскую кавалерию.
Во время второй мировой войны жил в оккупированной Варшаве. Работал кельнером. Во второй половине 1940 года Захаревич поступил в труппу одного из театров, открытых немцами. По воспоминаниям жены, актёр предпочитал считать свой поступок миссией по сохранению национальной культуры в текущих условиях. Его поступок не был поддержан патриотически настроенными коллегами.
1 октября 1942 года, вместе с 10 другими людьми (в их числе была и его мать) был арестован гестапо, за участие в изготовлении фальшивых документов для скрывающихся от нацистов евреев. Был выдан провокатором из гестапо. В ноябре, актёр был депортирован в немецкий концентрационный лагерь Аушвиц-Биркенау, где 16 февраля 1943 был убит. Существуют две версии обстоятельств его смерти: Захаревич был убит инъекцией фенола в сердце (что подтверждается двумя свидетелями) или расстрелян (как утверждают другие заключённые).

## Фильмография
- 1933 — Под твою защиту / Pod twoją obronę — певчий
- 1934 — Молодой лес — Маевский
- 1935 — Люби только меня / англ. Kochaj tylko mnie — Стефан Гузецкий, секретарь барона
- 1935 — Не имела баба хлопот / англ. Nie miała baba kłopotu — Януш
- 1935 — Барбара Радзивилл — король Сигизмунд II Август
- 1936 — Роза / англ. Róża — Ян Чарович
- 1937 — Галька / англ. Halka — Януш
- 1937 — Знахарь — Лешек Чинский
- 1938 — Вторая молодость — Ежи Оледзкий
- 1938 — Профессор Вильчур — Лешек Чинский
- 1938 — Костюшко под Рацлавицами / англ. Kościuszko pod Racławicami — поручик Ян Милевский
- 1938 — Геенна / англ. Gehenna — князь Анджей Олелькович